# Port lotniczy Luoyang
Port lotniczy Luoyang (IATA: LYA, ICAO: ZHLY) – port lotniczy położony w Luoyang, w prowincji Henan, w Chińskiej Republice Ludowej.

## Linie lotnicze i połączenia
| Linia Lotnicza            | Kierunek                                             |
| ------------------------- | ---------------------------------------------------- |
| Chengdu Airlines          | 1. Chengdu-Shuangliu 2. Chifeng 3. Ulanhot 4. Weihai |
| China Eastern Airlines    | 1. Pekin-Daxing 2. Szanghaj-Hongqiao                 |
| China Southern Airlines   | 1. Guangzhou 2. Hohhot 3. Shenzhen                   |
| Colorful Guizhou Airlines | 1. Guiyang                                           |
| GX Airlines               | 1. Haikou 2. Nanning 3. Sanya                        |
| Jiangxi Air               | 1. Harbin 2. Nanchang                                |
| Loong Air                 | 1. Hangzhou                                          |
| Qingdao Airlines          | 1. Chongqing 2. Shenyang                             |
| Spring Airlines           | 1. Chongqing 2. Shenyang                             |
| Urumqi Air                | 1. Bangkok-Suvarnabhumi 2. Fuzhou 3. Urumczi         |
| Xiamen Air                | 1. Hangzhou 2. Xining                                |